# Ars poetica
Ars poetica ili Poslanica Pizonima Horacijevo je djelo o pjesničkom umijeću, potječe iz 20. godine ili ranije, već u antici proglašeno Poetikom. To je prvo pravo rimsko kritičko djelo pisano stihom (426 heksametara) u obliku pisma, epistule, ali općeg karaktera.

## Predmet djela
Pjesnik Horacije piše Pizonima o pjesničkom umijeću. Preporučuje in medias res radnju, jedinstvenost i cjelovitost te dosljednost. Pjesnik se mora usavršavati cijeli život, a uloga mu je - osnovna ideja djela - da pouči i zabavi istodobno.

## Sadržaj

### Radnja
Horacije postavlja u stihu prvi uvjet da bi djelo bilo pravo umjetničko - jedinstvenost i cjelovitost (simplex dumtaxet et unum), a široki opisi kvare tu jedinstvenost. Umjetnička je sloboda moguća, ali se ne smije narušiti pjesničko majstorstvo. Radnja mora biti ustaljena, ali i raznolika, sve ovisi o prilikama. Horacije uvodi i in medias res princip u suprotnosti s ab ovo:
Nit s Meleagrovom smrću Diomenov počinje povrat,

niti trojanski rat s blizanačkim onim začetkom:

vazda se žuri k svršetku i prenosi pomnog slušača

usred zbivanja samog, baš kao da poznato sve je

### Građa
Likovi moraju imati obilježja svoje dobi; dječak je značajem dječak, a starac je starac.
Sveđ ćemo osobine pridržati prekladne dobi.
Pjesnik mora odabrati prikladnu građu i odgovarajući izbor riječi, rabeći metafore. Također se nazire jezični purizam jer Horacije ne savjetuje upotrebu grčkih riječi nego tvorbu latinskih riječi prema grčkom uzoru. Također se i način govora udešava ovisno o sadržaju radnje i prema osobnostima likova; pisac mora pronaći skladan izričaj, a glumac se dobro uživjeti u ulogu - u epu se događaji pripovijedaju, no u drami se prikazuju riječima i pokretima.
Bitna je dosljednost; ako se općenitoj građi dodaju nova obilježja, neka likovi ostanu novi do kraja; novo se stvara iznova, bez ostataka ili se stvara prema predaju, dosljedno.
Pjesniku nije dovoljna genijalnost, s njome se mora združiti i marljivo usavršavanje pjesništva svakim danom - učenje i vježba - u tom mu može pomoći i znanje o moralu. Ako pjesnik stvara lijepe misli i dobro ocrtane značaje likova, može mu se oprostiti ako u stihovima nije potpuno dobar. No, sadržaju se treba ipak dati pravilan vanjski oblik. Pravu kvalitetu procijenit će pravi kritičari, no najbolji je kritičar sebi sam autor.
Pjesničko djelo neka bude kratko, ali i jasno. Premda se ne može postići savršenstvo, obilje prednosti u umjetničkom djelu može zasjeniti mane. Na posljetku, propusti se događaju svima, čak i Homeru (bonus dormitat Homerus).
K tome se zlovoljan ćutim kad vrijedni gdje zadrijema Homer :

ipak je slobodno snu da se naporu dugom prikrade.

### Svrha
Svrha poezije pouka je i zabava (aut prodesse volunt aut delectare poetae).
Il koristit žele il zabavu pružat poete

ili što ugodno reći, a ujedno zgodno za život.
U nekim je zvanjima dovoljna osrednja sposobnost, ali u pjesništvu je potrebna potpuna spremnost. Zadaća je pjesme uzvišena te su pjesnici pod okriljem Muze lirašice te pjevača Apolona. Pjesma je poput slike koja zanosi (ut pictura poesis):
Slici je pjesmotvor nalik: zanese te gdjekoja više,

ako se postaviš bliže, i gdjekoja, staneš li dalje;

## Utjecaj
Horacijevo je djelo utjecalo na zapadnu poeziju. Tijekom srednjeg vijeka njegova su djela prepisivana i citirana, a lirsku su metriku rabili brojni drugi pjesnici. Dante ga spominje kao trećeg od pjesnika, nakon Homera i Vergilija.
Horacije u Poslanici Pizonima opisuje svoju estetiku koja je poslije prihvaćena kanonom i uzorom europske, a velik je utjecaj imao na francuske klasiciste.

## Vanjske poveznice
- Ars poetica, izvornik (lat.)
- Ars poetica, A. S. Kline (engl.)